# Sonny Bill Williams
Sonny William Williams, detto Bill (Auckland, 3 agosto 1985), è un rugbista a 13 e a 15 e pugile neozelandese, bi-campione del mondo nel 2011 e 2015 con gli All Blacks.
Rappresentò la Nuova Zelanda anche nel rugby a 13, divenendo uno dei pochi rugbisti a giocare la finale di un campionato del mondo in entrambi i codici della disciplina; dal 2009 è anche pugile professionista nella categoria pesi massimi (108 kg ca.).
Dal 2021 milita nel Sydney Roosters in National Rugby League.

## Biografia
Benché la disciplina sportiva gli fosse familiare essendo figlio di un tredicista di origine samoana, Sonny Bill Williams fu avviato al league da sua madre all'età di otto anni.

### Attività nel rugby a 13
A 17 anni Williams ricevette un'offerta di contratto in Australia dai Canterbury-Bankstown Bulldogs di Sydney, ed entrò nelle giovanili di tale club; esordì nella National Rugby League nel 2004 contro i Parramatta Eels, vittoria per 48-14 e debutto con meta.
Vinse quell'edizione di torneo disputando anche la Grand Final da rimpiazzo contro i Sydney Roosters, e con soli 14 incontri in prima squadra alle spalle, il 23 aprile 2004 esordì nei Kiwis, nazionale neozelandese a XIII, nel test match contro l'Australia, divenendo così il più giovane giocatore a rappresentare la Nuova Zelanda a livello internazionale nel rugby league.
Insieme alla notorietà emersero anche diversi comportamenti problematici fuori dal campo di gioco legati all'abuso di alcolici: trovato alla guida di un veicolo con un'alcolemia superiore al consentito per legge, gli fu sospesa la patente per 5 mesi nel 2005, e dovette chiedere supporto di personale qualificato per superare la dipendenza da alcoolici, che rischiava di rovinargli la carriera sul nascere.
Nel 2005 prolungò il contratto con i Bulldogs, ma la stagione, costellata da ripetuti infortuni, lo vide in campo solo cinque volte; un ulteriore prolungamento del 2007, per i successivi cinque anni, prevedeva un compenso totale pari a due milioni di dollari.

### Attività nel rugby a 15

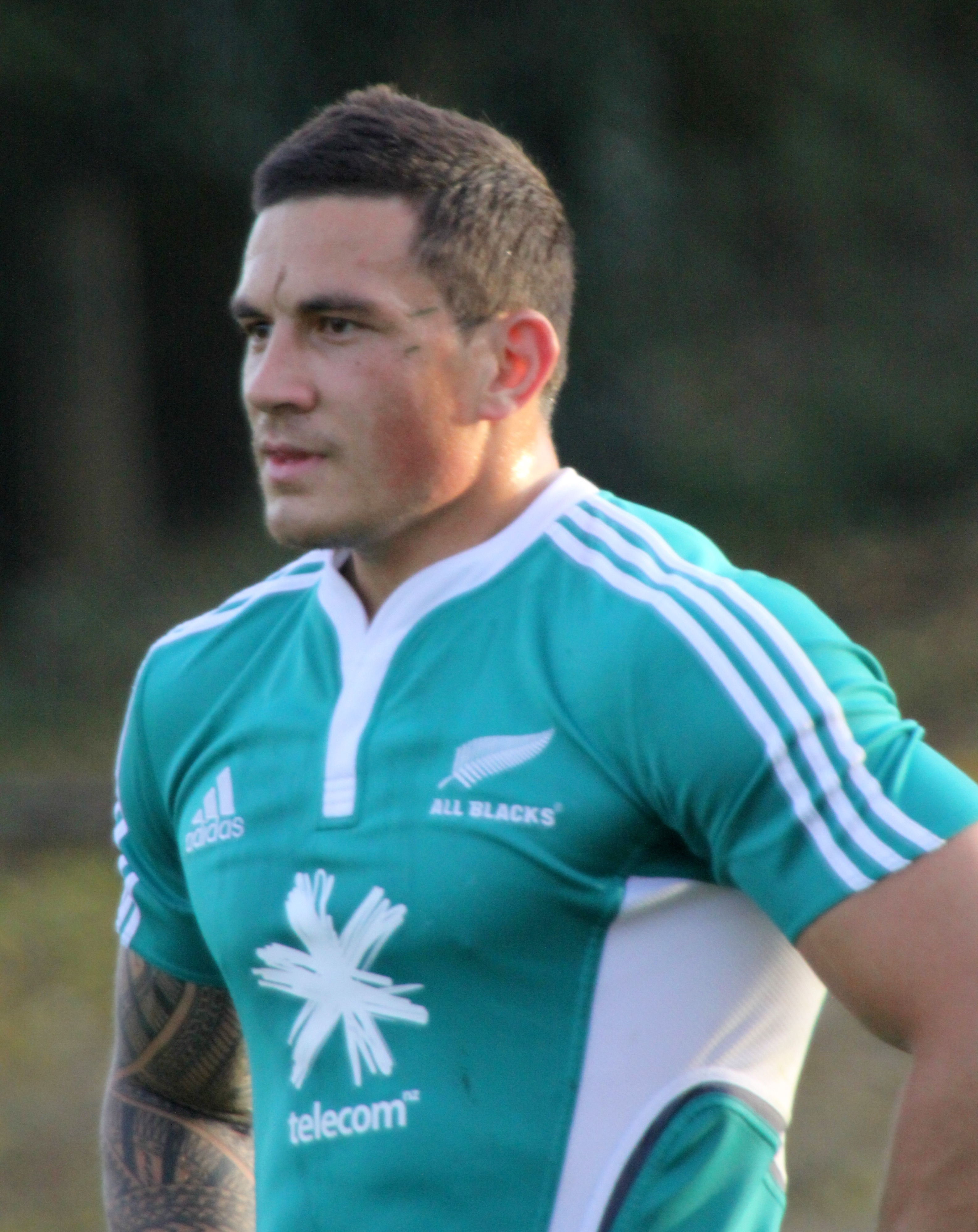
Williams nel 2010

Visto il suddetto impegno poliennale sottoscritto con i Bulldogs, dunque, destò scalpore la decisione, nell'agosto 2008, di abbandonare il rugby a 13 per passare al quindici nelle file dei francesi del Tolone, al fine di rendersi disponibile per un'eventuale convocazione negli All Blacks .
Il miglior risultato raggiunto a Tolone fu la finale della Challenge Cup 2009-10; finita l'esperienza europea tornò in Nuova Zelanda per giocare nei Crusaders e rendersi idoneo alla chiamata in Nazionale, altrimenti preclusagli fin tanto che continuava il suo impegno all'estero, tanto da fargli rifiutare un'offerta di sei milioni di euro dal Tolone per rimanere.
Il debutto negli All Blacks giunse il 6 novembre 2010 a Twickenham contro l'Inghilterra e rese Williams il secondo internazionale doppio del suo Paese a distanza di più di 75 anni dall'unico precedente.
Convertito all'Islam nel 2008, al momento del debutto internazionale nel rugby a 15 Williams divenne il primo musulmano a giocare per gli All Blacks.
Prese parte successivamente alla Coppa del Mondo di rugby 2011 con 4 mete (Giappone, Francia e Canada), laureandosi campione del mondo.
Al termine della competizione mondiale si trasferì alla franchise di Waikato degli Chiefs, con i quali si aggiudicò il titolo di Super 15 2012, risultando così vincitore delle maggiori competizioni per club dell'emisfero Sud sia nel league che nell'union. Al termine della stagione annunciò il suo ritorno nel rugby a 13, avvenuto effettivamente dopo avere giocato per la stagione 2012-13 nella Top League giapponese con la squadra dei Panasonic Wild Knights. Gli ultimi incontri disputati da Williams con la maglia degli All Blacks risalgono al tour di fine anno 2012.
Williams vanta anche un invito nei Barbarians, nel giugno 2009, in occasione di un incontro con un XV dell'Australia disputato a Sydney.

### Ritorno al rugby a 13 (2013-15)
Nel 2013 Williams fu sotto contratto in National Rugby League per gli australiani Sydney Roosters, formazione con la quale vinse il torneo alla prima stagione ricevendo anche il premio di miglior giocatore dell'anno del club.
In quello stesso anno fu convocato nella Nuova Zelanda a XIII per disputare la Coppa del Mondo in Inghilterra, competizione in cui i Kiwis giunsero in finale, battuti dall'Australia a Manchester.
Nel 2014 Sonny Bill Williams rinnovò il suo contratto con i Sydney Roosters, alla fine della stagione annunciò il ritorno al XV per giocare nuovamente nei Chiefs in Super Rugby.

### Nuovo ritorno al rugby a 15
Tornato nel 2015 ai Chiefs Williams trovò di nuovo la strada della Nazionale; fu convocato per il tour 2014 in Europa, e prese poi parte al Championship 2014.
Convocato alla Coppa del Mondo di rugby 2015 in Inghilterra, si aggiudicò la competizione stabilendo anche diversi record: oltre a entrare nel gruppo dei suoi compagni di squadra che hanno vinto due Coppe consecutivamente, è anche l'unico insieme a Jerome Kaino e Sam Whitelock a scendere in campo fino alla finale in due edizioni consecutive di torneo e a vincere 14 partite consecutive.
Williams venne incluso nella selezione Sevens che partecipò ai Giochi della XXXI Olimpiade di Rio de Janeiro, ma un infortunio nella partita inaugurale del torneo pose fine anticipatamente alla sua esperienza olimpica.

### Attività nel pugilato
Williams esordì il 27 maggio 2009 nel pugilato professionistico, nella categoria dei pesi massimi, battendo Garry Gurr per KO tecnico alla seconda ripresa; un anno più tardi, il 30 giugno 2010, disputò il suo secondo incontro sconfiggendo Ryan Hogan per KOT dopo 2 minuti e 35 secondi.
La prima vittoria internazionale fu il 29 gennaio 2011 contro l'australiano Scott Lewis.
Più avanti nell'anno Williams ebbe la possibilità di competere per il titolo nazionale neozelandese, rimasto vacante; l'incontro fu fissato per l'8 febbraio 2012 contro Richard Tutaki ma, a seguito dell'incriminazione di quest'ultimo per vari reati tra i quali detenzione, spaccio e produzione di sostanze stupefacenti, ricettazione, guida pericolosa, resistenza all'arresto e declinazione di false generalità alle forze dell'ordine, fu necessario selezionare un nuovo oppositore, trovato in Clarence Tillman, che fu sconfitto da Williams per KO tecnico alla prima ripresa.
Per il 24 novembre fu programmato l'incontro valido per la corona internazionale WBA dei pesi massimi contro il sudafricano Francois Botha, ma a causa di un infortunio che costrinse Williams a operarsi al muscolo pettorale destro l'incontro fu rinviato all'8 febbraio 2013; in tale data Williams vinse il titolo battendo Botha ai punti.

## Palmarès

### Rugby a 13
- National Rugby League: 2
Canterbury-Bankstown Bulldogs: 2004
Sidney Roosters: 2013
- World Club Challenge: 1
Sidney Roosters: 2014

### Rugby a 15
- Coppe del mondo: 2
Nuova Zelanda: 2011, 2015
- Super Rugby: 1
Chiefs: 2012

### Pugilato
- Campionato neozelandese categoria pesi massimi: 1
2012
- Campionato internazionale WBA categoria pesi massimi: 1
2013